# Wim Dewijngaert
Wim Dewijngaert (Leuven, 22 oktober 1971) is een Vlaams computerjournalist. Hij is vooral bekend om zijn bijdragen als auteur in het computertijdschrift 'MSX Club Magazine'. Als 'GameMaster Wim' was hij er jarenlang verantwoordelijk voor de gamesrubriek.
Hij is eveneens de auteur van de boekenreeks 'Het Grote MSX Peeks, Pokes en Truuks boek', met Hugo Dewijngaert en Christophe Van Cauwenbergh als co-auteurs, waarvan in totaal vier delen zijn verschenen.
Op 1 juli 1988 ging hij als een van de eerste initiatiefnemers van start met een videotex databank genaamd 'Tele-Wim' (later 'Tele-Line'), waaruit in 1994 de vereniging 'Tele-Line VZW' groeide. Tot op heden is Dewijngaert actief via deze vereniging als auteur en hoofdredacteur van het filmtijdschrift 'Movie, de interactieve filmgids' en 'MusicalFan.Net'.